# مارجه تیوون
مارجه تیوون (انگلیسی: Margje Teeuwen؛ زادهٔ ۲۱ مه ۱۹۷۴) ورزشکار هاکی روی چمن اهل پادشاهی هلند است.
وی در مسابقات کشوری و بین‌المللی در مجموع برندهٔ ۳ مدال طلا، ۲ مدال نقره، ۲ مدال برنز شده‌است.